# Gasthof Tauberperle
Gasthof Tauberperle (auch Zur Tauberperle) ist eine historische Gaststätte sowie ein aufgegangener Wohnplatz auf der Gemarkung des Werbacher Ortsteils Gamburg im Main-Tauber-Kreis im Nordosten Baden-Württembergs.

## Geographie
Der Gasthof Tauberperle befindet sich direkt gegenüber der Gamburger Tauberbrücke an der Bahnhofstrasse, die zum Bahnhof Gamburg und dem umgebenden Wohnplatz Bahnstation Gamburg führt.
Daneben grenzt der Gamburger Wohnplatz Lindhelle an den Gasthof Tauberperle an.

## Geschichte
Die nach wie vor bewohnten Häuser des Gasthofs Tauberperle werden mittlerweile nicht mehr als eigenständiger Wohnplatz geführt und gelten als im angrenzenden Ort aufgegangen. Heute besteht der Wohnplatz aus  Gaststätte mit Wohnung, Felsenkeller, Ferienhaus und einem weiteren angebauten Wohnhaus. Auf der gegenüberliegenden Straßenseite befindet sich ein dazugehöriger Biergarten und eine Scheune.
Der Wohnplatz kam als Teil der ehemals selbstständigen Gemeinde Gamburg am 1. Januar 1975 zur Gemeinde Werbach.

## Kultur und Sehenswürdigkeiten
Kulturdenkmale des Wohnplatzes Gasthof Tauberperle sind in der Liste der Kulturdenkmale in Gamburg aufgeführt.

## Verkehr
Der Wohnplatz Gasthof Tauberperle liegt an der L 506.